# DY Большой Медведицы
DY Большой Медведицы (лат. DY Ursae Majoris) — одиночная переменная звезда в созвездии Большой Медведицы на расстоянии (вычисленном из значения параллакса) приблизительно 25480 световых лет (около 7813 парсеков) от Солнца. Видимая звёздная величина звезды — от +16,4m до +15,1m.

## Характеристики
DY Большой Медведицы — пульсирующая переменная звезда типа RR Лиры (RRAB).